# ディア・ファミリー
『ディア・ファミリー』は、2024年6月14日に公開された日本映画。監督は月川翔、主演は大泉洋。
ノンフィクション作家・清武英利の『アトムの心臓「ディア・ファミリー」23年間の記録』を原作としており、余命10年と宣告された娘の命を救うために、IABPバルーンカテーテルの開発に人生を捧げた男とその家族の姿を描く。
モデルとなったのは東海メディカルプロダクツの会長筒井宣政とその家族である。

## キャスト

### 坪井家
坪井宣政（つぼい のぶまさ）
演 - 大泉洋
ビニール製品樹脂工場の経営者。
心臓病を患い余命10年の宣告を受けた次女の佳美を救うべく、自らの手で人工心臓を作る決意をする。
坪井陽子（つぼい ようこ）
演 - 菅野美穂
坪井宣政の妻で3人の娘の母。
佳美のために人工心臓を作る決意をした宣政を献身的に支える。
坪井佳美（つぼい よしみ）
演 - 福本莉子
坪井家の次女。
生まれつき心臓病を患っており、幼い頃に20歳まで生きられないと宣告される。
坪井寿美（つぼい すみ）
演 - 新井美羽
坪井家の三女。
坪井奈美（つぼい なみ）
演 - 川栄李奈
坪井家の長女。
長女として、妹を助けるために奔走する両親を支える。

### 周辺人物
佐々木肇（ささき はじめ）
演 - 上杉柊平
東京都市医科大学・日本心臓研究所の研究医であり、富岡の同僚。
人工心臓制作に奔走する宣政に感銘を受け、研究を重ねながら臨床試験を目指す。
柳玲子（やなぎ れいこ）
演 - 徳永えり
東京都市医科大学・日本心臓研究所の研究医で、富岡と佐々木の同僚。
同僚の富岡や佐々木とともに人工心臓の開発に奔走する。
桜田純（さくらだ じゅん）
演 - 満島真之介
医学博士。
学生に紛れて東京大学の医学講義を受けていた宣政の相談に乗る。
川野由希（かわの ゆき）
演 - 戸田菜穂
佳美と同じ病室で先天性心疾患と闘っている少女の母親。
山本結子（やまもと ゆうこ）
演 - 有村架純
テレビリポーター。
とある過去を抱えており、宣政とIABPバルーンカテーテル誕生の秘密を追いかけている。
富岡進（とみおか すすむ）
演 - 松村北斗
東京都市医科大学・日本心臓研究所の研究医。
人工心臓制作に奔走する宣政を冷めた目で見ていたが、宣政の熱意に感銘を受けて手伝うようになる。
石黒英二（いしぐろ えいじ）
演 - 光石研
東京都市医科大学教授。
人工心臓制作に奔走する宣政を支えていくが、実用化に向けて対立することになる。

## スタッフ
- 原作：清武英利『アトムの心臓「ディア・ファミリー」23年間の記録』（文春文庫）
- 監督：月川翔
- 脚本：林民夫
- 音楽：兼松衆
- 主題歌：Mrs. GREEN APPLE「Dear」（ユニバーサル ミュージック / EMI Records）[7]
- 製作：市川南、井原多美
- 共同製作：上田太地、滝沢昌志、荒木宏幸、細野義朗、伊藤亜由美、厚地純夫、藤井達郎、木部寛清、小野剛、飯田義典
- エグゼクティブ・プロデューサー：臼井央、長谷川徳司
- 企画・プロデュース：岸田一晃、大瀧亮、石黒裕亮
- プロデューサー：窪田義弘
- ラインプロデューサー：田中敏雄
- 撮影：山田康介
- 美術：花谷秀文
- 録音・整音：柳屋文彦
- 照明：木村匡博
- 編集：穗垣順之助
- 助監督：牧野将
- 制作担当：高橋康進
- 装飾：小山大次郎
- スタイリスト：新崎みのり
- ヘアメイク：百瀬広美
- 音響効果：北田雅也
- VFXスーパーバイザー：鎌田康介
- スクリプター：中村愛由美
- 音楽プロデューサー：有馬由衣
- 宣伝プロデューサー：林原祥一
- プロダクション統括：會田望
- 制作プロダクション：TOHOスタジオ
- 配給：東宝
- 製作幹事：東宝、WOWOW
- 製作：「ディア・ファミリー」製作委員会（東宝、WOWOW、アミューズ、S・D・P、CREATIVE OFFICE CUE、ジェイアール東海エージェンシー、テレビ愛知、電通名鉄コミュニケーションズ、毎日新聞社、中日新聞社）